# Campeonato Mundial de Esgrima de 1967
O Campeonato Mundial de Esgrima de 1967 foi a 35ª edição do torneio organizado pela Federação Internacional de Esgrima (FIE) entre 5 de julho a 16 de julho de 1967. O evento foi realizado em Montreal, Canadá. 

## Resultados
Os resultados foram os seguintes. 
Masculino
| Evento             | Ouro | Prata                                                                                               | Bronze                                                                                      |
| Espada individual  | União Soviética · Aleksey Nikanchikov                                                                       | União Soviética · Grigory Kriss                                                                     | Áustria · Rudolf Trost                                                                      |
| Espada por equipe  | União Soviética · Alekséi Nikanchikov · Grigori Kriss · Viktor Modzolevski · Guram Kostava · Iosif Vitebski | França · Jean-Pierre Allemand · Yves Boissier · Claude Bourquard · Jacques Brodin · Yves Dreyfus    | Hungria · Pál Nagy · Csaba Fenyvesi · Győző Kulcsár · Zoltán Nemere · Pál Schmitt           |
| Florete individual | União Soviética · Viktor Putyatin                                                                           | Hungria · Jenő Kamuti                                                                               | França · Bernard Talvard                                                                    |
| Florete por equipe | Roménia · Ion Drîmbă · Mihai Țiu · Tănase Mureșanu · Iuliu Falb · Ștefan Ardeleanu                          | União Soviética · Mark Midler · Viktor Putiatin · Leonid Romanov · Yuri Sharov · Guerman Sveshnikov | Polónia · Egon Franke · Adam Lisewski · Ryszard Parulski · Zbigniew Skrudlik · Witold Woyda |
| Sabre individual   | União Soviética · Mark Rakita                                                                               | Polónia · Jerzy Pawłowski                                                                           | Hungria · Tibor Pézsa                                                                       |
| Sabre por equipe   | União Soviética · Mark Rakita · Vladimir Nazlymov · Umiar Mavlijanov · Boris Melnikov · Eduard Vinokurov    | Hungria · Péter Bakonyi · Attila Kovács · Tamás Kovács · Miklós Meszéna · Tibor Pézsa               | França · Claude Arabo · Jean Ramez · Serge Panizza · Marcel Parent · Bernard Vallée         |

Feminino
| Evento             | Ouro                                                                                                 | ' Prata | Bronze                                                                                          |
| Florete individual | União Soviética · Alexandra Zabelina                                                                 | Itália · Antonella Ragno-Lonzi                                                                                           | Hungria · Ildikó Farkasinszky-Bóbis                                                             |
| Florete por equipe | Hungria · Ildikó Bóbis · Ildikó Rejtő · Mária Gulácsy · Lídia Sákovics-Dömölky · Katalin Juhász-Nagy | União Soviética · Galina Gorojova · Nadezhda Kondratieva · Valentina Rastvorova · Tatiana Samusenko · Alexandra Zabelina | Roménia · Ileana Drîmbă · Ana Ene-Derșidan · Ecaterina Stahl · Marina Stanca · Olga Szabó-Orbán |

## Quadro de medalhas
| Ordem | País            | Medalha de ouro | Medalha de prata | Medalha de bronze |    |
| ----- | --------------- | --------------- | ---------------- | ----------------- | -- |
| 1     | União Soviética | 6               | 3                |                   | 9  |
| 2     | Hungria         | 1               | 2                | 3                 | 6  |
| 3     | Roménia         | 1               |                  | 1                 | 2  |
| 4     | França          |                 | 1                | 2                 | 3  |
| 5     | Polónia         |                 | 1                | 1                 | 2  |
| 6     | Itália          |                 | 1                |                   | 1  |
| 7     | Áustria         |                 |                  | 1                 | 1  |
| TOTAL | TOTAL           | 8               | 8                | 8                 | 24 |